# Nothgard
Nothgard ist eine Ende 2008 im bayerischen Deggendorf gegründete Melodic-Death-Metal-Band. Stilistisch vereint die Band diverse Melodic-Death Spielarten (u. a. den Göteborger Melodic Death) mit orchestralen Elementen sowie Neo-Classic-Einflüssen. Im Fokus steht dabei besonders der technische Anspruch der beiden Gitarren mit häufigen Doppel-Leads und virtuosen Soli.

## Bandgeschichte
2009 wurde die erste Demoaufnahme mit drei Songs veröffentlicht. 2010 konnten dadurch relativ bald die ersten Shows in Deutschland, Österreich und Tschechien absolviert werden, wobei der Auftritt beim Metalfest Open Air ein Highlight für die noch junge Band war.[3] Kurz darauf unterschrieben Nothgard einen Vertrag mit Black Bards Entertainment. Am 1. April 2011 erfolgte die europaweite Veröffentlichung ihres Debütalbums Warhorns of Midgard; im selben Monat absolvierten die Jungs ihre erste größere Tournee 2nd Black Trolls over Europe mit u. a. Skyforger, Heljareyga und Gernotshagen vom 15. bis 25. April.
2012 stieg Skaahl von Wolfchant als zusätzlicher Gitarrist ein.
Im Frühling 2014 unterschrieben Nothgard einen neuen europaweiten Vertrag mit Trollzorn Records für ihr zweites Album Age of Pandora, welches im September 2014 veröffentlicht wurde. Daraufhin folgte eine Tour quer durch Spanien, sowie eine zweiwöchige Tour quer durch Europa, zusammen mit Equilibrium und Trollfest. Band-Leader Dom R. Crey stieg zudem ab 2014 bei Equilibrium als fester Gitarrist ein.
Nach weiteren zwei Jahren unterschrieben Nothgard einen neuen Vertrag beim österreichischen Record Label NoiseArt Records, unter welchem sie ihr drittes Studioalbum, "The Sinner´s Sake" im September 2016 veröffentlichten. "The Sinner's Sake" enthält Gastauftritte von befreundeten Musikern, wie u. a. Jen Majura (Evanescence), Jeff Loomis (Arch Enemy) und Robert "Robse" Dahn (Equilibrium).
Das Album erreichte in den Deutschen Album-Charts Platz #74 und wurde von der Fachpresse, wie auch von Fans hochgelobt. Die Band veröffentlichte im Zuge des Albums ein Lyric Video zum Song "Shadow Play", sowie zwei weitere Musik-Videos zu "The Sinner’s Sake" und "Draining Veins". Schließlich tourte die Band im Rahmen der "Armageddon Tour 2016" zusammen mit Equilibrium, Heidevolk und Finsterforst quer durch Europa.
Nach Festivalauftritten wie unter anderem beim Summerbreeze Open Air, folgte eine weitere Tour durch Europa mit Kalmah, Heretoir und Lost In Grey im Dezember 2017.
Im Frühling 2018 gab das Quartett die Zusammenarbeit mit dem US Label Metal Blade Records bekannt und kündigte das weltweite Release ihres vierten Studioalbums „Malady X“ für den 26. Oktober 2018 an.
Ebenfalls gaben Nothgard für Oktober/November neben einigen exklusiven Release-Shows auch eine Europaweite Tournee zusammen mit den Finnischen Melodic Death Metallern Omnium Gatherum & Wolfheart bekannt.

## Stil

### Musik
Die Band bezeichnet ihren Stil selbst als "Epic Melodic Death Metal". Zur musikalischen Definition kann auf einschlägige Internetseiten verwiesen werden. „Kompositionen gepaart mit eingängigen Hooks und das, ohne dabei den technischen Anspruch zu verlieren. So lässt sich die Maxime hinter der Musik der 2008 von Sänger und Leadgitarrist Dom R. Crey gegründeten Nothgard beschreiben. Bereits auf ihrem 2011er Debüt ‘Warhorns Of Midgard’ setzt die Band ein beachtliches Fundament. Ihr melodischer Death Metal mit seiner ausgefeilten Kombination aus hochklassiger Gitarrenarbeit und epischer Orchestrierung begeistert Fans und Kritiker gleichermaßen. Die nachfolgenden Werke ‘Age Of Pandora’ (2014) und ‘The Sinner's Sake’ (2016) wissen diese Basis weiter auszubauen...“.

### Texte
Die Texte des ersten Albums befassten sich noch teilweise mit mythologischen Themen während neuere Werke von Nothgard vermehrt gesellschaftskritische Anteile enthalten. Aktuelle Ereignisse werden ebenso in metaphorische Gewänder verpackt wie persönliche Erfahrungen und Erlebnisse. Songtitel wie „Malady X“, „The Sinner’s Sake“, „In Blood Remained“ oder „Death Unites“ lassen Rückschlüsse auf den pessimistischen und kontroversen Tenor der Inhalte zu.

## Diskografie
- 2009: Warhorns of Midgard (Demoaufnahme)
- 2011: Warhorns of Midgard (Black Bards Entertainment)
- 2014: Age of Pandora (Trollzorn Records)
- 2016: The Sinner’s Sake (NoiseArt Records/Universal)
- 2018: Malady X (Metal Blade Records)

## Musikvideos
- 2014: Age of Pandora
- 2016: Draining Veins
- 2016: The Sinner’s Sake
- 2016: Shadow Play
- 2018: Malady X
- 2018: Epitaph
- 2018: Fall Of An Empire